# Max Eaves
Max Eaves (ur. 31 maja 1988) – brytyjski lekkoatleta specjalizujący się w skoku o tyczce.
W 2010 roku zdobył brązowy medal igrzysk Wspólnoty Narodów. Medalista mistrzostw Wielkiej Brytanii w różnych kategoriach wiekowych oraz reprezentant kraju w meczach międzypaństwowych.
Rekordy życiowe: stadion – 5,62 (19 lipca 2014, Loughborough); hala – 5,61 (12 lutego 2011, Sheffield). 

## Osiągnięcia
| Rok  | Impreza                    | Miejsce    | Lokata            | Wynik |
| ---- | -------------------------- | ---------- | ----------------- | ----- |
| 2010 | Igrzyska Wspólnoty Narodów | Nowe Delhi | 3. miejsce        | 5,40  |
| 2012 | Mistrzostwa Europy         | Helsinki   | el. – 14. miejsce | 5,30  |